# サンガーラヴァ経
『サンガーラヴァ経』（サンガーラヴァきょう、巴: Saṅgārava-sutta, サンガーラヴァ・スッタ）とは、パーリ仏典経蔵中部に収録されている第100経。『傷歌邏経』（しょうがらきょう）とも。
釈迦が、青年スバ（須婆）に仏法を説く。

## 構成

### 登場人物
- 釈迦
- ダーナンジャーニー --- 仏教を信奉する女の婆羅門。
- サンガーラヴァ --- 婆羅門。

### 場面設定
ある時、釈迦はコーサラ国のチャンダラカッパ村に滞在していた。
その村に住む婆羅門サンガーラヴァは、仏教を信奉する女の婆羅門ダーナンジャーニーを批判するが、彼女に勧められ、釈迦を訪ねてみる。
サンガーラヴァは、釈迦が説いている法は、誰かから教わったものか、自ら悟ったものか問う。釈迦は自ら悟り確認したものだと述べつつ、自身の修行時代（アーラーラ・カーラーマやウッダカ・ラーマプッタへの師事やセーナー村での解脱）や、四禅、三明などについて説く。
続いてスバは、神が居るかどうか問う。釈迦は自ら確めているので居ると答えるが、自ら確かめないまま無闇に信じる者がいるので、問われなければそれを積極的に説くことは無いと言う。
スバは法悦し、三宝への帰依を誓う。

## 日本語訳
- 『南伝大蔵経・経蔵・中部経典3』（第11巻上） 大蔵出版
- 『パーリ仏典 中部（マッジマニカーヤ）中分五十経篇II』 片山一良訳 大蔵出版
- 『原始仏典 中部経典3』（第6巻） 中村元監修 春秋社